# 島根県道316号中村津戸港線
島根県道316号中村津戸港線（しまねけんどう316ごう なかむらつどこうせん）は、島根県隠岐郡隠岐の島町を通る一般県道である。

## 概要
隠岐郡隠岐の島町中村から隠岐郡隠岐の島町津戸の津戸港に至る。

### 路線データ
- 起点：隠岐郡隠岐の島町中村（国道485号交点）
- 終点：隠岐郡隠岐の島町津戸（津戸港）
- 実延長：20.7 km

## 歴史
- 1958年（昭和28年）6月13日 - 島根県告示第525号により認定される。
- 1960年（昭和35年）11月1日 - 周吉郡中村が周吉郡西郷町に編入されたことにより起点の地名が周吉郡中村から周吉郡西郷町中村に変更される。
- 1969年（昭和44年）4月1日 - 隠岐諸島にある海士郡・穏地郡・周吉郡・知夫郡が統合されて隠岐郡が成立したことに伴い起終点の地名表記が変更される。
- 1972年（昭和47年）8月1日 - 現行の県道番号に変更される。
- 2004年（平成16年）10月1日 - 隠岐諸島のうち隠岐郡の島後地区4町村（五箇村・西郷町・都万村・布施村）が対等合併して隠岐郡隠岐の島町が成立する。そのため全区間が隠岐郡隠岐の島町域のみを通る路線になり、起終点の地名表記が変更される。

## 路線状況

### 重複区間
- 島根県道44号西郷都万郡線（隠岐郡隠岐の島町都万 - 隠岐郡隠岐の島町津戸）

### 道路施設

#### トンネル
- 鮎返しトンネル：延長242 m、2007年（平成19年）竣工、隠岐郡隠岐の島町
- 秋原トンネル：延長95 m、2007年（平成19年）竣工、隠岐郡隠岐の島町
- 新武良トンネル：延長1,055 m、2000年（平成12年）竣工、隠岐郡隠岐の島町

## 地理

### 通過する自治体
- 隠岐郡隠岐の島町

### 交差する道路
| 交差する道路                          | 交差する場所 | 交差する場所 |
| ------------------------------------- | ------------ | ------------ |
| 国道485号                             | 中村         | 起点         |
| 国道485号                             | 原田         |              |
| 島根県道44号西郷都万郡線 重複区間起点 | 都万         |              |
| 島根県道44号西郷都万郡線 重複区間終点 | 津戸         |              |

### 沿線
- 隠岐の島町立北小学校
- かぶら杉
- 銚子ダム
- 伊賀湖（銚子ダムのダム湖）
- 隠岐の島町立中条小学校
- あいらんどパーク